# Щавель туполистный
Щавель туполистный (лат. Rumex obtusifolius)  — многолетнее травянистое растение, вид рода Щавель семейства Гречишные (Polygonaceae).

## Ботаническое описание

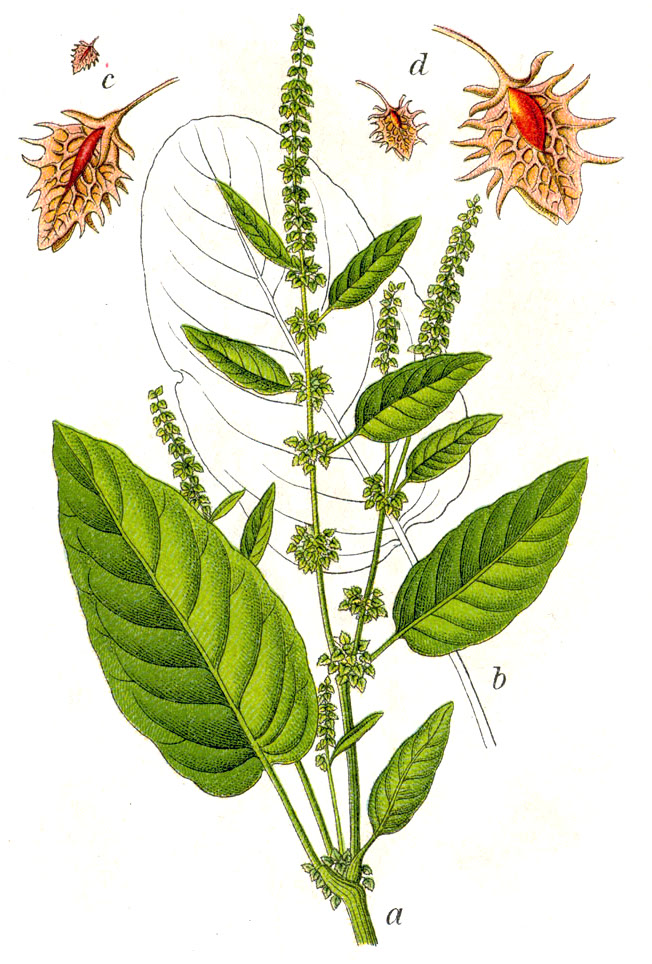

Многолетнее крупное растение с мощным корнем и бороздчатым стеблем высотой до 1,5 м, дугообразными или поникающими ветвями в средней части.
Корни на дренированных местах достигают глубины 1 м.
Прикорневые листья сидят на длинных черешках, с плоской и блестящей листовой пластинкой продолговато-яйцевидной формы, в длину до 25 см и до 12 см шириной, концы листьев тупые или слабозаострённые, с сердцевидным основанием. Листья на стеблях короткочерешковые, овально-ланцетной формы.
Соцветие облиственное, метельчатое, с отклоняющимися ветвями. Цветки обоеполые, мелкие, зелёного цвета, собраны в рыхлые мутовки. Околоцветник состоит из шести овально-треугольных листочков. Во время созревания плодов внутренние листочки становятся тёмно-бурыми. Тычинок в количестве шесть, пестик с тремя столбиками и кистевидными рыльцами.
Цветение происходит июле — августе. Плод — трёхгранный орешек.
Легко гибридизуется с другими видами щавеля, например, с Rumex maritimus, или c Rumex crispus.

## Распространение и экология
Вид распространён в Западной и Центральной Европе, в Скандинавских странах, на Балканском полуострове, в Средиземноморье, в Малой Азии и Иране; 
На территории России встречается в европейской части западнее Камы и Волги, кроме северных районов и Крыма, присутствует на Кавказе.
Произрастает в лесах, на опушках и зарослях кустарника. У жилья человека селится как рудеральное и сорное растение.
Лучше произрастает на слабо задернелых, плодородных (в том числе пере удобренных органическими удобрениями) достаточно хорошо дренированных местах. Хорошо выносит затенение. Отрицательно реагирует на выпас и по некоторым данным на скашивание в начале образования плодоносящих побегов.
Каждое растение даёт от 7000 до 13000 семян с всхожестью до 100 % которая сохраняется в течение 8 лет.

## Химический состав
Листья содержат большое количество каротиноидов. В состав золы входит (в %): 0,5 фосфора, 3,07 калия, 1,64 кальция. По другим данным 0,58 фосфора, 4,44 калия, 0,60 кальция. В подземных органах содержится 12—12 дубильных веществ. Зола корневищ содержит 9,2 % золы которая на 30 % состоит из кальция.

## Значение и применение

### Кормовая ценность
Листья поедаются крупно рогатым скотом, но в небольших количествах. В Швейцарии в свежем состоянии охотно поедается скотом. Хорошо поедается свиньями. Листья и стебли поедаются кабаном. В сене не представляет ценности, так как большая часть листьев осыпается, а стебли слишком грубы.
Засоряет в северных районах огороды, сады, парки, иногда встречается и на мусорных местах. В посевах встречается редко, придерживаясь окраин полей. Иногда заходит в льняные посевы. В южных районах засоряет окраины пшеницы, ячменя, люцерны. Меры борьбы: предотвращение обсеменения, интенсивный, выпас, многократное скашивание, первое подкашивание к началу стеблевания. 

### Прочее
Водные экстракты из семян считались ценным средством против диареи у людей, телят и поросят
Листья растения могут быть использованы в качестве салата или как шпинат, могут отвариваться. Лист содержит щавелевую кислоту, употребление которой в большом количестве может быть опасным.
Высушенные семена используются в качестве пряности.
Вегетативные части могут применяться в качестве лекарственного сырья.

## Классификация

### Таксономия
- Rumex obtusifolius L., 1753, Sp. Pl. : 335

Вид Щавель туполистный включается в род Щавель (Rumex) семейства Гречишные (Polygonaceae) порядка Гвоздичноцветные (Caryophyllales), последовательно входящего в клады Суперастериды → Эвдикоты → Цветковые растения. Таксономическая схема в соответствии с Системой APG IV по состоянию на декабрь 2023 года:
|  |                          |  |                                   |                                   |                     |  | еще 40 семейств | еще 40 семейств |                        |  |                        |  | еще 151 подтвержденныйх видов и 494 вида в статусе "неподтвержденных" | еще 151 подтвержденныйх видов и 494 вида в статусе "неподтвержденных" |  |
|  |                          |  |                                   |                                   |                     |  | еще 40 семейств | еще 40 семейств |                        |  |                        |  | еще 151 подтвержденныйх видов и 494 вида в статусе "неподтвержденных" | еще 151 подтвержденныйх видов и 494 вида в статусе "неподтвержденных" |  |
|  |                          |  |                                   | порядок Гвоздичноцветные          |                     |  |                 |                 | род Щавель             |  |                        |  |                                                                       |                                                                       |  |
|  |                          |  |                                   | порядок Гвоздичноцветные          |                     |  |                 |                 | род Щавель             |  | 1 внутривидовой таксон |  |                                                                       |                                                                       |  |
|  | клада Цветковые растения |  |                                   |                                   | семейство Гречишные |  |                 |                 | вид Щавель туполистный |  |                        |  |                                                                       |                                                                       |  |
|  | клада Цветковые растения |  |                                   |                                   |                     |  |                 |                 |                        |  |                        |  |                                                                       |                                                                       |  |
|  |                          |  | ещё 63 порядка цветковых растений | ещё 63 порядка цветковых растений |                     |  |                 | еще 60 родов    | еще 60 родов           |  |                        |  |                                                                       |                                                                       |  |
|  |                          |  |                                   | ещё 63 порядка цветковых растений |                     |  |                 |                 | еще 60 родов           |  |                        |  |                                                                       |                                                                       |  |

### Синонимы
- Acetosa obtusifolia (L.) M.Gómez
- Lapathum obtusifolium Moench
- Lapathum sylvestre Lam.
- Rumex agrestis Schur
- Rumex crispatulus Michx.
- Rumex laevigatus Willd. ex Spreng.
- Rumex obtusifolius subsp. agrestis (Fr.) Danser
- Rumex obtusifolius subsp. obtusifolius
- Rumex obtusifolius var. agrestis Fr.